# Scott Staniforth
Pas d'image ? Cliquez ici

a Compétitions nationales et continentales officielles uniquement.

b Matchs officiels uniquement.
Dernière mise à jour le 3 février 2019.
Scott Staniforth, né le 12 décembre 1977 à West Wyalong (Nouvelle-Galles du Sud, Australie), est un joueur de rugby à XV australien évoluant aux postes d'ailier, de centre ou d'arrière (1,88 m pour 100 kg).

## Carrière

### En club
- 1998-2004 : New South Wales Waratahs  Australie
- 2004-2006 : London Irish  Angleterre
- 2006-2010 : Western Force  Australie

Il a disputé 3 matchs de Challenge européen avec les London Irish.

### En équipe nationale
Il a effectué son premier test match le 14 octobre 1999 contre l'équipe des États-Unis dans le cadre de la Coupe du monde de rugby 1999. Son dernier test match fut contre l'équipe des Fidji, le 23 septembre 2007.

## Palmarès

### En club
- 106 matchs en Super 14 dont 63 avec les Waratahs et 43 avec la Western Force
- 34 essais dans le Super 14

### En équipe nationale
- 12 sélections entre 1999 et 2007
- 35 points (7 essais)

- Participations à la Coupes du monde :
  - 1999 : champion du monde, 1 match (États-Unis).
  - 2007 : 2 matchs (Galles, Fidji).